# Ophély Mézino
Ophély Mézino, née le 16 juillet 1999 à La Réunion, est une reine de beauté française, mannequin et créatrice de contenu. Elle a été élue successivement Miss Guadeloupe 2018, 1re dauphine de Miss France 2019 puis 1re dauphine de Miss Monde 2019 et Miss Monde Europe 2019. Elle est désormais Miss Univers Guadeloupe 2025 et concourra à la prochaine édition de Miss Univers le 21 novembre 2025 à Bangkok en Thaïlande.

## Biographie

### Enfance
Ophély Joëlle Mézino est née en 1999 à La Réunion d'un père guadeloupéen et d'une mère réunionnaise.

### Cursus
Née à La Réunion, elle a suivi ses études jusqu'au niveau du collège en Loire-Atlantique.
Ensuite, elle a fait une classe préparatoire aux grandes écoles en Biologie, chimie, physique et sciences de la terre (BCPST) à Pointe-à-Pitre au lycée Baimbridge et s'est orientée vers l'université de Montpellier pour préparer une licence en ingénierie chimique. 
Après avoir été élue Première Dauphine de Miss World 2019, elle décide de faire une césure universitaire afin de profiter de cette expérience. Malheureusement le Covid l’ayant empêchée de voyager, elle décide de reprendre des études à l’EDHEC Business school et sera diplômée d’un Bachelor of Science in Business Management, Digital Business & Innovation, en 2022.

### Engagement
Enfant entendante de parents Sourds (CODA - Child of Deaf Adult), Ophély Mézino milite pour l’inclusion des personnes Sourdes dans la société et le respect de leurs droits. 
- Marraine de l’association Bébian Un autre Monde - 2018 à 2021 : Langue des Signes et Culture Sourde
En 2023, elle lance un podcast au nom de « Confidence Closet » afin de parler des problématiques de santé mentale et de confiance en soi. Cette plateforme deviendra un média féminin au nom de «HERd » en Juillet 2025, ayant pour but de mettre en avant les parcours inspirants, redonner la parole aux femmes et se réapproprier leur histoire. 

### Concours de beauté

#### Miss France
En août 2018, elle est élue Miss Guadeloupe puis devient, le 15 décembre suivant, la Première dauphine de Miss France 2019 Vaimalama Chaves.
Elle saisit l'occasion de cette élection pour se faire la porte-parole de la cause des sourds et des malentendants ; elle déclare publiquement être la fille de parents malentendants.

#### Miss Monde
Le 23 septembre 2019, le Comité Miss France la choisit pour représenter la France à Miss Monde à Londres le 14 décembre 2019.
Elle devient, le 14 décembre 2019, première dauphine de Miss Monde 2019 et aussi Miss World Europe,.

#### Miss Univers
Le 12 juillet 2025, elle a été couronnée Miss Univers Guadeloupe et représentera son archipel à la 74ème édition de Miss Univers le le 21 novembre 2025 à Bangkok en Thaïlande.

## Parcours de Miss
- Miss Guadeloupe 2018.
- 1re dauphine de Miss France 2019
- Miss Monde France 2019, septembre 2019
- 1re dauphine de Miss Monde 2019, le 14 décembre 2019, à Londres (Royaume-Uni)[5]
- Miss Monde Europe 2019, le 14 décembre 2019, à Londres, (Royaume-Uni)
- Miss Univers Guadeloupe 2025, 12 juillet 2025[2]

## Filmographie
- 2023 : Lupin (partie 3) : jeune femme de l'Arc de triomphe
- 2020 : Film « Miss » de Ruben Alves : Miss Antilles